# エッテン＝ルール
エッテン＝ルール（オランダ語: Etten-Leur [ˌɛtə(n) ˈløːr] ( 音声ファイル)）は、オランダ・北ブラバント州の基礎自治体（ヘメーンテ）である。もともとエッテンとルールという二つの町であったが、統合した。

## 歴史
エッテン、ルールともに中世にできた町であり、ネーデルラント連邦共和国時代（16世紀 - 18世紀）には、この地域が戦場となった八十年戦争の時期を除き、比較的栄えた。エッテンは泥炭の産出地であり、ルールはその貿易港として働いていた。
しかし、19世紀には両市の経済的重要性は低下した。この時期、フィンセント・ファン・ゴッホが短期間この町にあった両親の家に住み、今ではゴッホはエッテンとルールの歴史で最も有名な住民となっている。1950年に、オランダ政府が人口増加と産業の発展を促す政策をとったことにより、衰退から回復し始めた。そして両市は統合してエッテン＝ルールという一つの自治体となった。

## 交通
オランダ鉄道のエッテン＝ルール駅がある。